# Miccolamia savioi
Miccolamia savioi là một loài bọ cánh cứng trong họ Cerambycidae.